# Дьяволица
«Дья́волица» (англ. She-Devil) — американский фильм 1989 года режиссёра Сьюзен Зейделман. Экранизация романа 1983 года The Life and Loves of a She-Devil британской писательницы Фэй Уэлдон. В фильме снимались Мерил Стрип, Розанна Барр и Эд Бегли-младший. Музыку к фильму написал Говард Шор.

## Сюжет
Непривлекательная, полная жена и мать Рут Пэтчетт отчаянно пытается угодить своему мужу-бухгалтеру Бобу, который пытается увеличить свой бизнес. После того, как Боб знакомится на званом ужине с самовлюбленной писательницей Мэри Фишер, у них завязывается роман. Рут, зная об этом романе, противостоит Бобу, пока его родители навещают ее, и Боб оставляет ее. Разозлившись, Рут клянется отомстить ему и Мэри.
Рут перечисляет активы Боба, представляющие его дом, его семью, его карьеру и его свободу, планируя вычеркнуть каждое из них после их уничтожения. Пока Боб в отъезде у Мэри, а дети в школе, она добывает финансовые отчеты Мэри и перегружает электричество в доме, разрушая дом в результате мощного взрыва. Она оставляет детей с Мэри и Бобом и говорит ему, что не вернется.
Второе достояние Боба, его семья, постепенно приходит в упадок, поскольку эгоистичный отказ Мэри научиться быть матерью вызывает напряжённость в ее отношениях с Бобом и начинает мешать ей писать свой новый любовный роман. Новый роман Мэри в общих чертах основан на ее романе с Бобом, но ее издатель считает его странным и отталкивающим, поскольку в нем есть глава о стирке. Рут устраивается на работу в дом престарелых под псевдонимом Веста Роуз, где она подружилась с Франсин, сквернословящей матерью Мэри, живущей отдельно, и устраивает ее возвращение в жизнь Мэри в неподходящий момент. Она также знакомится с Хупер, медсестрой, которая проработала в доме престарелых 22 года и откладывала свой заработок на значительные сбережения. Хотя Рут приводит Хупер в ужас, тайно заменяя успокоительные и повседневные процедуры пожилых людей на витаминные и кофеиновые таблетки и другие полезные мероприятия, она завоевывает доверие Хупер, знакомя ее с десертами.
После того, как Рут увольняют из приюта за то, что она вылила воду на кровать Франсин, чтобы выставить ее мочащейся в постель и помешать ее возвращению, она и Хупер заключают партнёрство и открывают агентство по трудоустройству для угнетённых женщин, которые были отвергнуты обществом и нуждаются во втором шансе. Агентство успешно работает, и женщины, которым Рут помогла, помогают ей отомстить Бобу. Оливия, привлекательная, но взбалмошная молодая блондинка, обращается в агентство, и та находит ей место секретарши Боба, где он начинает спать с ней в офисе. Это заставляет Мэри чувствовать себя одинокой и отчаявшейся по ночам, что заставляет Боба отвергать ее ухаживания. Когда Оливия заявляет о своей любви к Бобу, он немедленно бросает и увольняет её. Оливия рассказывает Рут, что Боб — мошенник, который выманивает деньги у своих клиентов, снимая проценты с их счетов, а затем переводя их на свой оффшорный счёт.
Когда у Мэри берут интервью для журнала puff от People, её мать раскрывает постыдные секреты о ней, которые фактически разрушают её карьеру. Оливия и Рут взламывают компьютер Боба, чтобы совершить гигантскую растрату, а затем сообщают об этом в Налоговую службу. Рут также отправляет Мэри фотографии Боба, спящего с Оливией. Намереваясь восстановить контроль над своей жизнью, Мэри заставляет свою мать и детей Боба вести себя прилично, а затем устраивает элегантную вечеринку со своими друзьями. Всё идёт хорошо, пока не появляются полицейские штата с ордером на арест Боба. Адвокат Боба подкупает коррумпированного судью-мужчину, чтобы обеспечить благоприятный вердикт, и по незнанию сообщает Мэри, что Боб также воровал с её счёта, заставляя ее уйти от Боба и продать свой особняк. Женщина, которая получила работу секретаря суда через агентство Рут, отплачивает Рут, перепоручая дело Боба беспристрастной женщине-судье. Боб признан виновным в растрате и приговорен к 18 месяцам тюремного заключения, тем самым уничтожив свое четвертое и последнее достояние: свободу. Когда Боба забирают, он понимает, что его жадность, эгоизм и неверность по отношению к Рут оставили его ни с чем.
Шестнадцать месяцев спустя Рут и ее дети навещают сильно изменившегося Боба, который теперь находится в значительно более дружеских отношениях с Рут после их развода и с нетерпением ждёт встречи со своими детьми после предстоящего освобождения из тюрьмы. Рут приходит к выводу, что, хотя люди могут меняться так, как изменился Боб, не все это делают. Мэри возобновила свою карьеру, став более популярной писательницей, и подписывает книгу о новой откровенной книге, где она подписывает книгу для Рут, но не узнает ее. Следующий на очереди после Рут мужчина, с которым Мэри явно пытается флиртовать, указывая на то, что она не полностью изменила свои привычки. Фильм заканчивается тем, что Рут улыбается, идя по оживленной улице Манхэттена в сопровождении женщин из ее фирмы.

## Критика
На сайте-агрегаторе обзоров Rotten Tomatoes 48% из 25 рецензий критиков являются положительными со средней оценкой 4,8 из 10. Metacritic, использующий средневзвешенное значение, присвоил фильму оценку 45 из 100 на основе 21 критика, что указывает на «смешанные или средние» отзывы. Стрип была номинирована на премию «Золотой глобус» за лучшую женскую роль в комедии или мюзикле.